# Chondrodesmus murphyi
Chondrodesmus murphyi är en mångfotingart som beskrevs av Chamberlin 1946. Chondrodesmus murphyi ingår i släktet Chondrodesmus och familjen Chelodesmidae. Inga underarter finns listade i Catalogue of Life.